# .375 Remington Ultra Magnum
El .375 Remington Ultra Magnum o .375 RUM, es un cartucho metálico para rifle .375 introducido por Remington Arms en 2000 y destinado para la caza mayor y peligrosa. 
Es un cartucho de borde rebatido, sin cinturón, desarrollado a partir del casquillo del .300 Remington Ultra Magnum, modificado para alojar un proyectil calibre .375 sin mayores cambios adicionales. Las cargas de fábrica son menos poderosas que las cargas manuales para el cartucho. Las cargas de fábrica de Remington empujan una bala de 300 granos (19 g) a 2760 pies/segundo (840 m/s), produciendo 5070 ft·lbf (6,88 kJ) de energía; pero recargando manualmente se puede aumentar la velocidad inicial de una bala de 300gr a 3321 pies/segundo (900 m/s), y desarrolla 5800 pie·lbf (7,9 kJ).

## Información general
El .375 Remington Ultra Magnum es específicamente un calibre para la caza de animales grandes de piel gruesa.  Es lo suficientemente poderoso como para abatir a cualquier animal terrestre  y, con su alta velocidad, puede hacerlo a distancias largas. Tal rendimiento tiene el precio de un gran retroceso : en un rifle de peso deportivo de ~8 libras (3,6 kg), este cartucho puede producir un feroz 80 ft·lbf (108 J) de retroceso (aproximadamente 3,5 veces el de un .30-06 . )
Actualmente no se producen rifles en esta recámara, aunque cuando fue lanzado al mercado, Savage & Remington lo hicieron anteriormente. 
Remington, DoubleTap y Nosler son las únicas fuentes de munición de fábrica. Los datos de carga de troqueles y recarga están fácilmente disponibles para el cargador manual. Double Tap carga según las especificaciones atribuidas a los límites del cargador manual.